# Magistralni put M1.1
Der Magistralni put M1.1 ist eine Nationalstraße in Montenegro. Sie verbindet Sutomore an der Küste der Adria mit Virpazar am Skutarisee und damit den Magistralni put M1 mit dem Magistralni put M2. Die Länge der Straße beträgt zwölf Kilometer.

## Verlauf
Die M1.1 beginnt in Sutomore, wo sie von der M1 abzweigt. Sie führt durch den 4,189 Kilometer langen, 2005 fertiggestellten, mautpflichtigen Sozina-Tunnel nach Virpazar und vermeidet damit die Passstraße über das Rumija-Küstengebirge mit dem Poljice-Pass (665 m).